# West Bank Story
West Bank Story ist ein US-amerikanischer Kurzfilm von Regisseur Ari Sandel aus dem Jahr 2005.

## Handlung
Der Film ist eine Parodie auf das Musical West Side Story, eine Adaption von William Shakespeares Tragödie Romeo und Julia, verlegt in das New York der 50er Jahre. Die Handlung spielt im Westjordanland (West Bank) der Gegenwart und schildert die Romanze zwischen dem israelischen Soldaten David und der palästinensischen Verkäuferin Fatima. Deren verfeindete Familien betreiben in derselben Straße Falafelrestaurants. Davids Familie betreibt den Kosher King, als die Familie eine neue Maschine beschafft und diese nach dem Aufbau auf das Grundstück der Hummus Hut ragt, sabotieren die Hummus-Hut-Mitarbeiter die Maschine. Die Situation eskaliert und am Ende baut Davids Familie eine Mauer zwischen den beiden Restaurants, während Fatimas Familie mit Gewalt antwortet. In der Folge werden beide Restaurants zerstört. Durch die Liebe zwischen David und Fatima werden die Familien geeint, die beschließen ein gemeinsames Restaurant aufzubauen und zu betreiben.

## Produktion
Das Drehbuch stammt von Ari Sandel und Kim Ray, produziert wurde der Film von Ashley Jordan, Amy S. Kim, Ravi Malhotra, Ari Sandel und Pascal Vaguelsy. Für die Choreographie zeichnete Ramon Del Barrio verantwortlich.

## Kritiken
In der Ausgabe des Kinomagazins The Fabulous Picture Show des Nachrichtensenders Al Jazeera English vom 25. August 2007 wurde der Film in voller Länge ausgestrahlt. Der Sender lud einige israelische und palästinensische Jugendliche ein, um sich den Film anzusehen und darüber zu diskutieren. Al Jazeera bot dem Regisseur die Möglichkeit die Diskussion zu kommentieren. Vorübergehend war der Film in voller Länge auf YouTube zu sehen, in einer überarbeiteten Version des Videos ist das nicht mehr der Fall.

## Auszeichnungen
Der Film wurde auf dem Sundance Film Festival 2005 uraufgeführt und wurde auf zahlreichen weiteren Filmfestivals weltweit gezeigt. Der Film gewann diverse Filmpreise, darunter bei der Oscarverleihung 2007 den Oscar in der Kategorie Bester Kurzfilm.
Oscar 2007
- Oscar in der Kategorie Bester Kurzfilm